# میشا بیچاخچیان
میشا کاراپتی بیچاخچیان (ارمنی: Միշա Կարապետի Բիչախչյան؛  زادهٔ ۱۹۱۶ - درگذشته تاریخ ناملعوم) کارشناس علوم پرورشی اهل ارمنستان بود.

## زندگی‌نامه
وی در ۱۹۱۶ در آلکساندراپول به دنیا آمد و از دانشگاه دولتی ایروان فارغ‌التحصیل گشت.  همچنین برندهٔ جوایزی همچون آموزگار شایسته ارمنستان شوروی (۱۹۶۶)، نشان ستاره سرخ، نشان پیش‌کسوت کار شده است. تاریخ درگذشت نامعلوم است